# Syrorisa misella
Genre
Espèce
Synonymes
- Aphyctoschaema misella Simon, 1906
- Syrorisa seriata Simon, 1908

Syrorisa misella, unique représentant du genre Syrorisa, est une espèce d'araignées aranéomorphes de la famille des Desidae.

## Distribution
Cette espèce se rencontre en Nouvelle-Calédonie et en Australie-Occidentale.

## Description
La femelle holotype mesure 3 mm.

## Publications originales
- Simon, 1906 : Étude sur les araignées de la section des cribellates. Annales de la Société entomologique de Belgique, vol. 50, p. 284-308 (texte intégral).
- Simon, 1908 : Araneae. 1re partie. Die Fauna Südwest-Australiens. Jena, vol. 1, no 12, p. 359-446 (texte intégral).